# Zyklome A
Zyklome A of Zyclome A was een Belgische hardcore punk band uit Bonheiden.

## Geschiedenis
In het begin bestond de band uit vier leden. Audrey speelde toen de bas. Met deze bezetting heeft de band één optreden gedaan in Mechelen. Punk Etc. records toonde interesse waardoor een nummer op een verzameltape "Second Time Around" uitgebracht werd. Hierna werden veel optredens gedaan in de omgeving van Antwerpen/Turnhout. In 1983 werd een split-ep door hetzelfde label uitgebracht met daarop studio opnamen van Zyklome A. Na het album "Made in Belgium" van 1984 speelde de band veel in Nederland met bands zoals B.G.K., Lärm en Pandemonium. Door de vele optredens was er geen tijd meer om nieuwe nummers te maken. Mede door de dienstplicht (het ontvluchten daarvan) van Puttemans stopte de band met optreden. In 1988 en 2016 deed de band enkele reünie-optredens.

## Discografie

### Ep's
- Repression (1983) i.s.m. Moral Demolition
- Maniacs (2017)

### Albums
- Made in Belgium (1984)
- Noise & Distortion (1997) - compilatie